# Polgár (Hungria)
Polgár é uma cidade da Hungria, situada no condado de Hajdú-Bihar. Tem 97,44 km² de área e sua população em 2019 foi estimada em 7.889 habitantes.